# Quartetti Haydn
I Quartetti Haydn sono un ciclo di sei quartetti per archi (K 387, K 421, K 428, K 458, K 464, K 465) composti tra il 1782 e il 1785 da Wolfgang Amadeus Mozart e dedicati all'amico e compositore Franz Joseph Haydn.

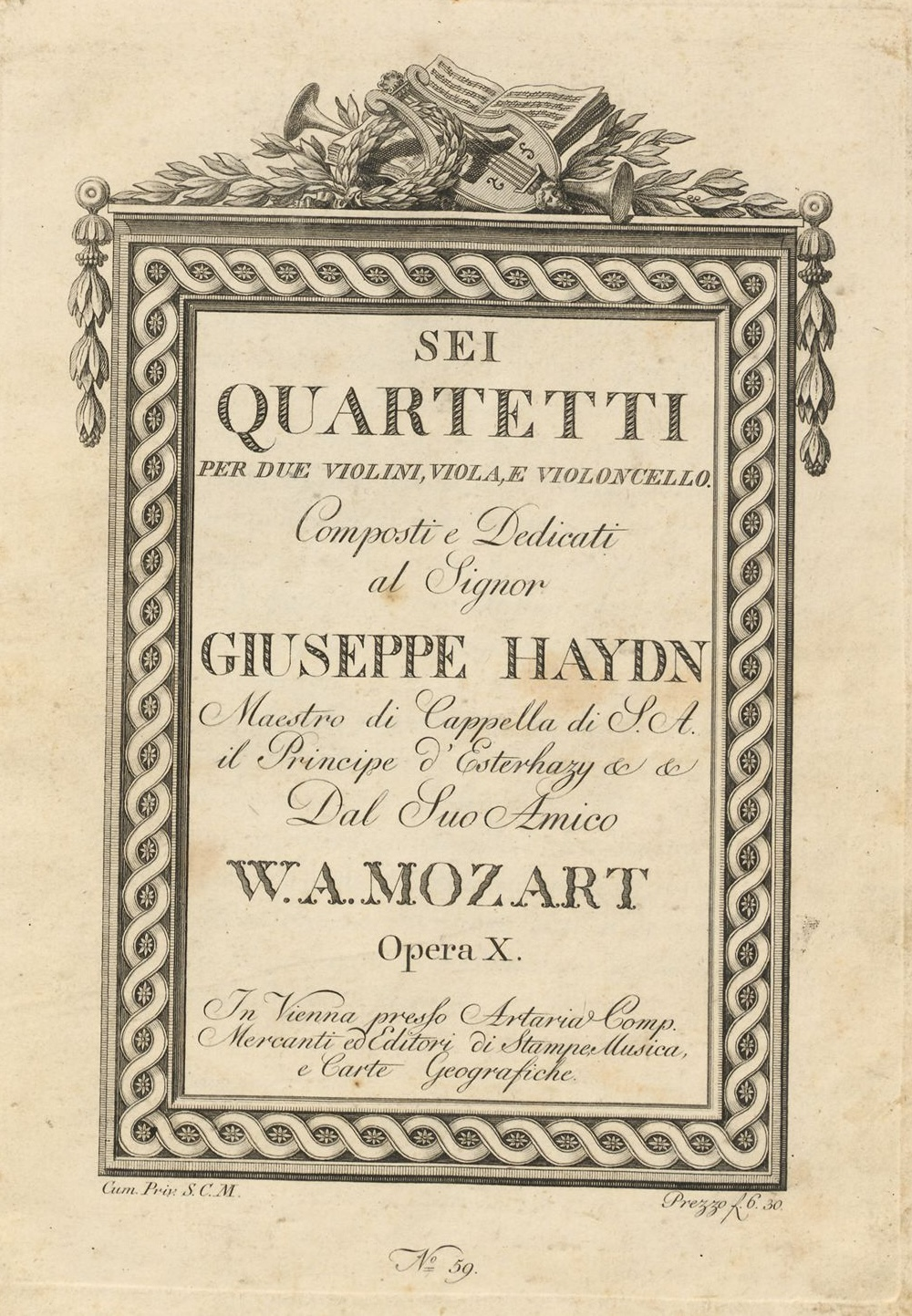
Copertina originale dei Quartetti Haydn pubblicati da Artaria

I quartetti furono pubblicati nel 1785 dall'editore Artaria, il quale assegna, seguendo una propria numerazione, il titolo di Opera X. La prima esecuzione ebbe luogo in due distinte serate private: il 15 gennaio 1785 presso l'abitazione di Mozart, durante la quale vennero suonati i primi tre quartetti, e il 12 febbraio dello stesso anno, sempre alla presenza di Haydn, al Großer Redoutensaal del Burgtheater quando vennero eseguiti il quarto, il quinto e il sesto.
Sebbene oggi siano unanimemente considerati – insieme ai sei quartetti russi op. 33 di Haydn e ai sei quartetti op. 18 di Beethoven – un indiscusso caposaldo dello stile classico, la profonda carica innovativa di questi nuovi quartetti rimase perlopiù incompresa da intenditori e musicisti contemporanei a Mozart. L'estrema modernità della soluzione musicale, l'enorme concentrazione, la densità e il cromatismo allarmarono e disorientarono alcuni critici contemporanei, che giunsero a considerare questi quartetti "troppo speziati", mentre altri ne lodarono da subito l'ingegnosità e la raffinatezza. Tra i più entusiasti sostenitori del lavoro del compositore salisburghese vanno ricordati Haydn e colti viennesi come il principe Karl Lichnowsky ed il barone Gottfried van Swieten. 
Il giornale viennese "Wiener Zeitung" del gennaio 1787 recensì con questi toni i Quartetti op. X:
«Peccato che Mozart, nel suo intento artistico veramente encomiabile di diventare soltanto un creatore nuovo, si sia spinto troppo in alto, e non certo a vantaggio del sentimento e del cuore. I suoi nuovi Quartetti sono troppo drogati. A lungo andare, nessun palato riesce a tollerarli».
Proprio nei giorni della creazione del primo dei sei quartetti, il K 387, Mozart, quasi presagendo le future critiche, confidò a suo padre il segreto desiderio di voler «scrivere un libro, una piccola critica musicale con esempi». La proposta era seguita da un N.B: «naturalmente non sotto il mio nome...» 

## I sei Quartetti

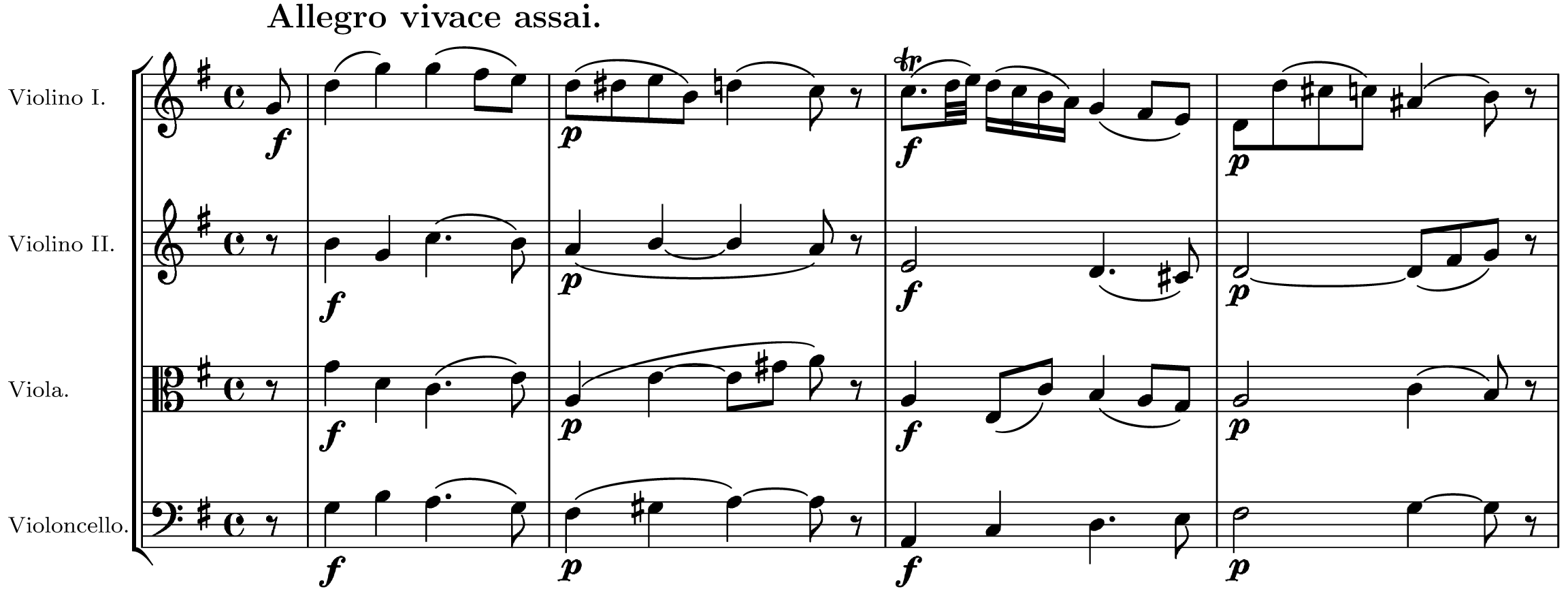
Primo movimento del Quartetto in Sol maggiore K 387

- Quartetto n. 14 in sol maggiore,  (Primavera), K. 387, Op. 10 n. 1 (31 Dicembre 1782)
- Quartetto n. 15 in re minore, K. 421, Op. 10 n. 2 (14-17 Giugno 1783)
- Quartetto n. 16 in mi bemolle maggiore, K. 428, Op. 10 n. 4 (Giugno-Luglio 1783)
- Quartetto n. 17 in si bemolle maggiore, (Della caccia) K. 458, Op. 10 n. 3 (9 Novembre 1784)
- Quartetto n. 18 in la maggiore, K. 464, Op. 10 n. 5 (10 gennaio 1785)
- Quartetto n. 19 in do maggiore, (Delle dissonanze) K. 465, Op. 10 n. 6 (14 gennaio 1785)

I quartetti furono pubblicati insieme nel 1785 come "Op. 10" dell'autore, ivi numerati dal n. 1 al n. 6; tale numerazione rispecchia l'ordine di composizione, fatta eccezione per i quartetti K. 428 e K. 458, presentati in ordine inverso.

## La dedica
Il 1º settembre 1785 Mozart scrisse una dedica ad Haydn in italiano all'edizione Artaria dei sei quartetti. Essa è passata alla storia come uno degli esempi più nobili di un rapporto fra amici:
«Al mio caro Amico Haydn
Un Padre, avendo risolto di mandare i suoi figlj nel gran Mondo, stimò doverli affidare alla protezione, e condotta d'un Uomo molto celebre in allora, il quale per buona sorte, era di più il suo migliore Amico. Eccoti dunque del pari, Uomo celebre, ed Amico mio carissimo i sei miei figli. Essi sono, è vero il frutto di una lunga, e laboriosa fatica, pur la speranza fattami da più Amici di averla almeno in parte compensata, m'incoraggisce, e mi lusinga, che questi parti siano per essermi un giorno di qualche consolazione. Tu stesso Amico carissimo, nell'ultimo tuo Soggiorno in questa Capitale, me ne dimostrasti la tua soddisfazione. Questo tuo suffragio mi anima sopra tutto, perché Io te li raccomandi, e mi fa sperare, che non ti sembreranno del tutto indegni del tuo favore. Piacciati dunque accoglierli benignamente; ed esser loro Padre, Guida ed Amico! Da questo momento, Io ti cedo i miei diritti sopra di essi: ti supplico però di guardare con indulgenza i difetti, che l'occhio parziale di Padre mi può averli celati, e di continuar loro malgrado, la generosa tua Amicizia a chi tanto l'apprezza, mentre sono di tutto Cuore, Amico Carissimo,
il tuo Sincerissimo Amico
W. A. Mozart
Vienna il p.mo Settembre 1785»

## L'amicizia tra Mozart ed Haydn
Non è possibile stabilire con esattezza quando Mozart ed Haydn entrarono in rapporti di amicizia. Sappiamo tuttavia dalle lettere che Leopold Mozart scrisse alla figlia durante il soggiorno viennese, nel 1785, che i due compositori erano già intimi al punto di darsi del tu. Poiché Haydn entrò a far parte della Massoneria proprio nel 1785, è molto probabile che il far parte dell'ordine abbia facilitato l'amicizia fra i due musicisti, anche se preesisteva già una sincera stima reciproca.
Dopo le esecuzioni dei sei quartetti, la sera del 12 febbraio, Haydn pronunciò un celebre giudizio sulle composizioni, con parole di ammirazione per Wolfgang, riportato in francese da Leopold Mozart in una sua lettera e citato nella biografia di Nissen:
«Le dico di fronte a Dio, da uomo sincero, che suo figlio è il più grande compositore che io conosca personalmente o di nome; ha gusto e possiede inoltre la più grande scienza nel comporre»
L'ammirazione di Haydn nei confronti del collega più giovane è testimoniata anche altrove. Non avveniva mai che, parlando dell'amico Mozart, Haydn non ne cantasse le lodi. Così scrive a un maestro di cerimonie a Praga (tale Franz Roth, o Rott) nel dicembre del 1787:
«Se ad ogni amico della musica, e specialmente ai Grandi, io potessi imprimere nell'animo gli impareggiabili lavori di Mozart e far sì che tutti li sentissero come io li comprendo e li sento, tutte le nazioni andrebbero a gara per avere entro i loro confini un simile gioiello. Perdonate se divago: ma quell'uomo mi è troppo caro.»